# Meta Romuli
De Meta Romuli was een piramide in Egyptische stijl in het oude Rome.

## Geschiedenis
De Meta Romuli was naast de Piramide van Cestius de tweede bekende piramide van Rome. Van de geschiedenis van het bouwwerk is vrijwel niets meer bekend. De piramide werd na de Middeleeuwen afgebroken, maar staat in enkele reisgidsen voor pelgrims van voor deze tijd nog beschreven. Hierdoor is bekend hoe de Meta Romuli er ongeveer uit heeft gezien. Bovendien herleefde de belangstelling voor de klassieke oudheid vanaf de Renaissance, en op kaarten en tekeningen uit deze tijd staat de piramide vaak afgebeeld naast de Engelenburcht.
In 1499 liet Paus Alexander VI de Meta Romuli grotendeels afbreken om ruimte maken voor een nieuwe brede straat door de Borgo. In de eeuw daarna werden de laatste restanten afgebroken, er zijn geen restanten van de piramide meer teruggevonden.

## De piramide
De piramide stond buiten de stadsmuren, tussen het Circus van Nero en het Mausoleum van Hadrianus, de huidige Engelenburcht. Op deze locatie aan de Via Cornelia, was een grote necropolis en de Meta Romuli was waarschijnlijk, net als de Piramide van Cestius, een grote graftombe voor een rijke Romein. Qua grootte was de piramide ongeveer gelijk aan die van Cestius en hij was eveneens met wit marmer bekleed. Oude bronnen melden dat in de 10e eeuw dit marmer van de piramide werd afgehaald om te gebruiken bij de bouw van de Sint-Pieter.

## Naam
Door de schoonheid van het gebouw dacht men in de Middeleeuwen dat dit wel de graftombe van Romulus, de stichter van Rome, moest zijn. Meta komt van Metae, de keerpalen op de spina van een Romeins circus, die enigszins piramidevormig waren. Zo kreeg de piramide de naam waaronder hij nog steeds bekendstaat. 

De Piramide van Cestius had een soortgelijke naam. Men dacht dat dit de tombe was van Remus, de broer van Romulus, en deze stond zo bekend als Meta Remi. 

De Meta Romuli stond ook bekend als Sint Pieters Meta, naar de nabijgelegen Sint-Pieterskerk, en Meta van de Borgo, naar de wijk Borgo waarin deze gebouwd was.